# Gastronomía sinoestadounidense

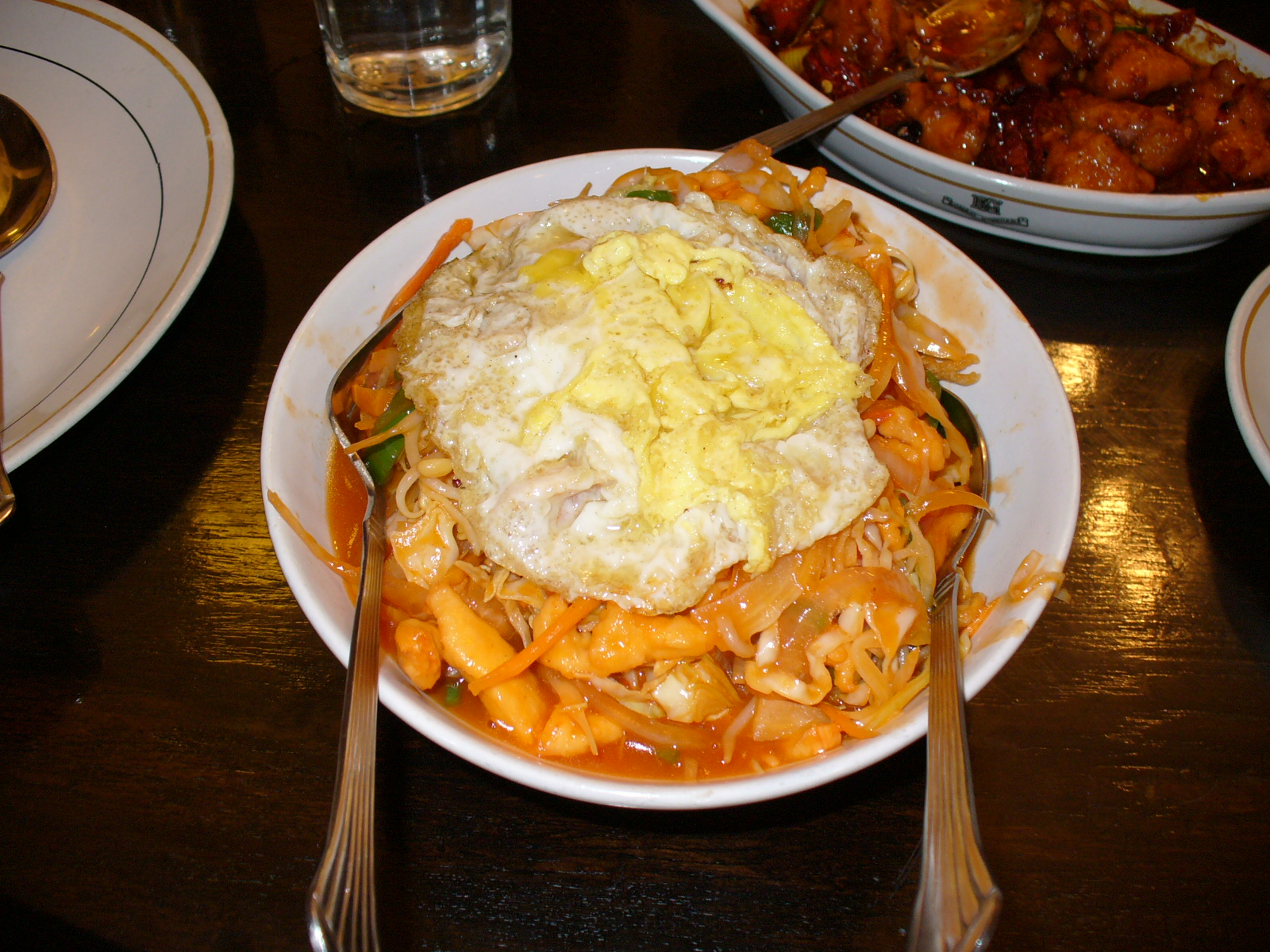
El chop suey es un claro típico de cocina chino-estadounidense.

La gastronomía sinoestadounidense es un tipo de cocina fusión que surge de los inmigrantes chinos que viajaron a los Estados Unidos y Norteamérica durante el siglo XIX. Esta cocina fue evolucionando en gustos e ingredientes hasta el punto de que los platos servidos en ciertos restaurantes chinos de los Estados Unidos alcanzaron una identidad propia. Algunas de estas preparaciones se hicieron muy populares, y por extensión, se extendieron a otros muchos países occidentales, adaptando su estilo a los gustos locales, y difiriendo así levemente de la gastronomía de China.

## Historia
En el siglo XIX los restauradores chinos desarrollaron la gastronomía sinoestadounidense al modificar sus recetas para adaptarlas al paladar occidental. Destinados primeros a los trabajadores del ferrocarril, estos restaurantes se ubicaban en ciudades donde la comida china era completamente desconocida, de forma que sus propietarios tuvieron que adaptarse a los ingredientes disponibles localmente y a los gustos de sus clientes. Los platos del menú solían recibir números, y a menudo se ofrecía como acompañamiento pan y mantequilla.
En este proceso de adaptación, los cocineros inventaron platos tales como el pollo General Tso diseñado en Nueva York. Como resultado, desarrollaron un estilo de comida china que no está presente en China. Los restaurantes y las lavanderías proporcionaron un nicho étnico para los pequeños negocios en una época en la que los chinos eran excluidos de la mayoría de los trabajos por discriminación racial o falta de fluidez en el idioma.

## Diferencias con la cocina china original

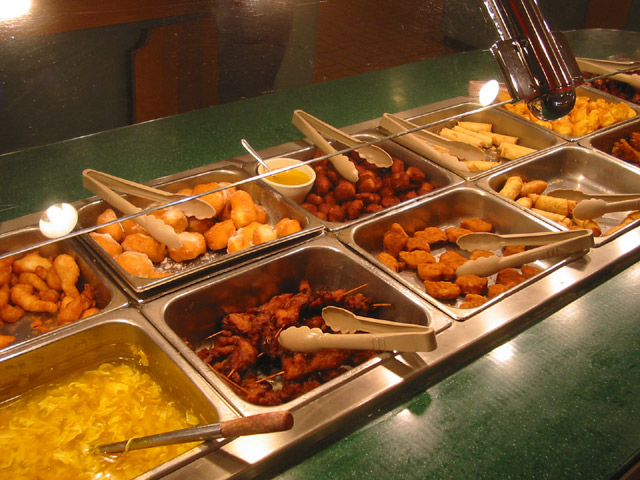
Un restaurante bufé chino en los Estados Unidos.

La gastronomía sinoestadounidense suele tratar la verdura como guarnición, como puede verse en el empleo de zanahoria y tomate, mientras la cocina china enfatiza su uso como ingrediente. La cocina china original emplea frecuentemente verdura de hoja asiática, como el bok choy y el kai-lan, y hace mayor hincapié en la carne y el marisco fresco. Como resultado, la cocina sinoestadounidense suele ser menos amarga que la cocina china.
La gastronomía sinoestadounidense tiende a cocinar muy rápidamente con gran cantidad de aceite y sal. Muchos platos pueden prepararse rápida y fácilmente, necesitando ingredientes baratos. Las frituras y salteados tienden a ser las técnicas culinarias más frecuentes, pudiéndose hacer fácilmente en un wok. La comida también tiene fama de tener niveles altos de glutamato monosódico para acentuar el sabor. Los síntomas del llamado síndrome de restaurante chino se han atribuido a la sensibilidad al glutamato, pero estudios científicos cuidadosamente controlados no han hallado estos efectos negativos del glutamato. La publicidad negativa y las exigencias de los clientes han hecho que muchos restaurantes ofrezcan platos libres de glutamato monosódico.
La mayoría de los restaurantes sinoestadounidenses ofrecen menús escritos en el idioma local o con fotografías para los clientes que no leen chino. Cuando existen menús específicos para el público chino, suelen incluir delicias típicas como hígado, patas de pollo y otros platos exóticos que no suelen ser del gusto occidental.
La cocina sinoestadounidenses suele emplear ingredientes que no son originarios de China y rara vez se usan en este país. Un ejemplo es el frecuente uso del brécol occidental (xi lan, 西蘭) en lugar del brécol chino (gai lan], 芥蘭).

### Platos sinoestadounidenses
Algunos platos que aparecen frecuentemente los menús sinoestadounidenses son:
- Pollo General Tso: trozos de pollo fritos con brécol condimentados con jengibre, ajo, aceite de sésamo, cebolleta y guindilla.
- Pollo al sésamo: pollo deshuesado, rebozado y frito que se aliña con una salsa de soja china traslúcida pero roja oscura, dulce y ligeramente agripicante hecha de maicena, vinagre, caldo de pollo y azúcar, servido a menudo con brécol al vapor.
- Ensalada de pollo china: suele contener verdura de hoja cruda y fideos crujientes (o piel de wonton frito), aliñada con sésamo. Algunos restaurantes sirven esta ensalada con mandarinas.
- Chop suey (‘sobras’ en chino):[1] suele ser una mezcla de verduras y carne en salsa marrón, aunque también puede servirse en salsa blanca.
- Chow mein (‘fideos fritos’): fideos fritos con trocitos de carne y verdura. Puede hacerse con pollo, cerdo, gamba o ternera, acompañándose a menudo este último con tomates rojos.
- Chao fen (o chow fun): parecido al chow mein, pero hecho con fideos gruesos y anchos.
- Rangoon de cangrejo: pieles de wonton fritas rellenas de sucedáneo de cangrejo (surimi) y queso crema.
- Galletas de la suerte: inventadas en San Francisco como versión occidental del omikuji senbei japonés,[5] se han vuelto dulces y encontrado hueco en muchos restaurantes sinoestadounidenses. Se han hecho tan populares que incluso alguno restaurantes chinos auténticos las sirven al final de la comida como postre.
- Arroz frito: en sartén, normalmente con trozos de carne, verdura y a menudo huevo.
- Ternera con jengibre (生姜牛肉): cortada en trozos y mezclada con jengibre y diversa verdura china.
- Ternera frita con jengibre (乾炒牛肉絲): cortada en tiras, rebozada, frita y salteada en el wok con salsa dulce. Es una variante de un popular plato del norte de China.

Platos regionales sinoestadounidenses:
- Sándwich de chow mein: con gravy (sur de Massachusetts, Rhode Island).
- Sándwich de chop suey: sobre un pan de hamburguesa, tradicionalmente envuelto en un cono de servilleta y comido con tenedor (costa norte de Massachusetts).
- Sándwich St. Paul: huevos fu yung en un pan de sándwich blanco normal (San Luis, Misuri).
- Pollo Springfield: un tipo de pollo con anacardo que combina pollo empanado frito, anacardos y salsa de ostra (Springfield, Misuri).

### Versiones americanizadas de platos chinos

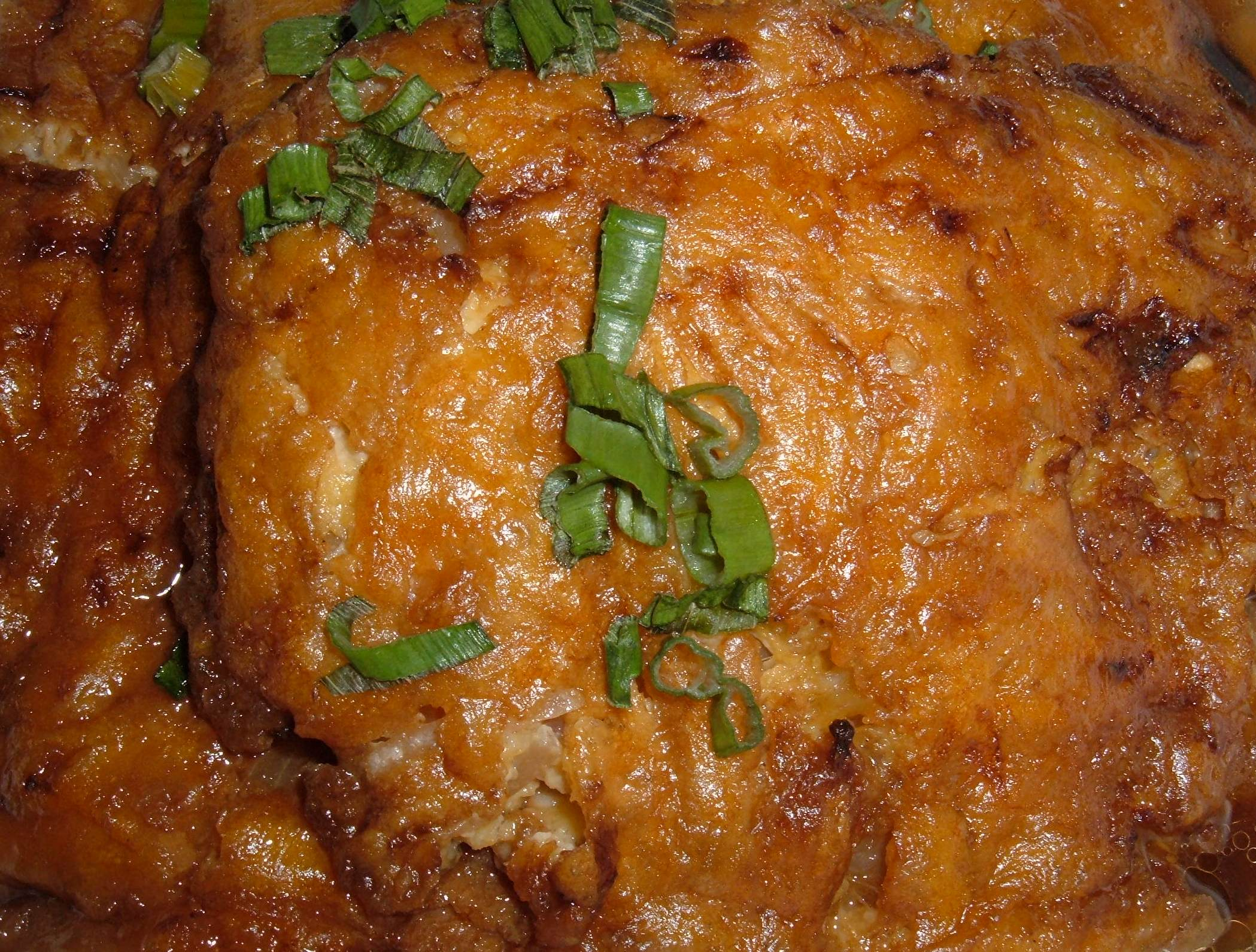
Huevos foo young.

- Huevos fu yung: tortilla china con verdura y carne, servida habitualmente con gravy marrón.
- Rollo de huevo: mientras los rollitos de primavera chinos tienen una corteza fina y crujiente y van rellenos de champiñón, bambú y otras verduras, la versión sinoestadounidense (específicamente la presente en zonas metropolitanas del noreste, como Boston y Nueva York) tiene una corteza gruesa y va rellena de repollo y trocitos de carne o marisco (como cerdo y gamba), pero sin huevo.
- Arroz frito: los platos de arroz frito son populares en los restaurantes sinoestadounidenses gracias a su preparación fácil y rápida y su adecuación a los gustos occidentales. Suele prepararse con arroz frío del día anterior, lo que permite aprovechar el sobrante. Suele usar más salsa de soja que la versión original.
- Pollo Kung Pao: el plato original de Sichuan es muy picante, y la versión occidental suele serlo menos.
- Lo mein (‘fideos salteados’): habitualmente hechos con huevo y harina, lo que los hace más masticables que los hechos solo con agua. Los fideos con forma de espaguetis gruesos se fríen en sartén con carne y verdura. A veces este plato se denomina chow mein (‘fideos fritos’ en cantonés).
- Mei fun: vermicelli de arroz.
- Cerdo mu shu: la versión china emplea ingredientes más típicamente chinos (incluyendo hongos oreja de madera y capullos de lirio de día) y panqueques finos de harina, mientras la versión sinoestadounidense usa verduras más familiares para los occidentales y panqueques más gruesos. Este plato es bastante popular en los restaurantes sinoestadounidenses, pero no mucho en China.
- Sopa de wonton: en la mayoría de restaurantes sinoestadounidenses solo se sirven dumplings wonton en caldo, mientras la versión china puede venir con fideos. La sopa de wonton auténtica cantones es una comida completa consistente en fideos de huevo finos y varios wontons de cerdo y gamba en un caldo de sopa de cerdo o pollo o caldo de fideos. Los wontons sinoestadounidenses, especialmente los de restaurantes de comida para llevar, se hacen a menudo con masa más gruesa.
- Pollo con anacardo: véase más arriba.
- Carne con verdura: ejemplos frecuentes de variantes de este plato son cerdo, pollo, ternera o gamba cocinado con champiñón, arveja china u otra verdura. Este plato se sirve a veces con salsa de soja o de ajo. Son principalmente variantes del salteado al estilo cantonés.

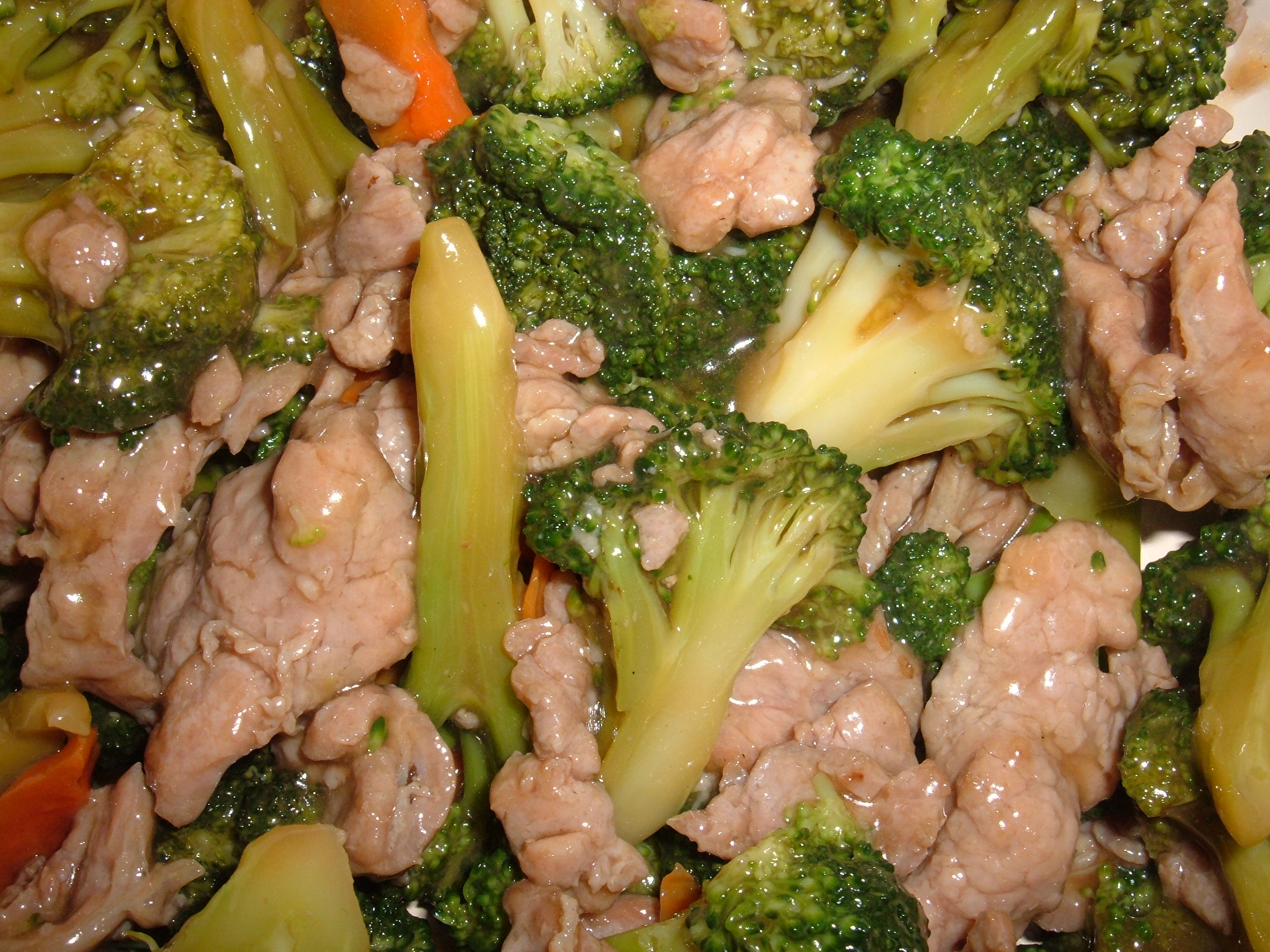
Ternera con brécol.

- Cerdo Pekín: este plato existe en la cocina china, pero emplea gai-lan (brécol chino) en lugar de brécol occidental.
- Tomates: debido a que los tomates son plantas americanas, resultan nuevas para la cocina china tradicional. Las salsas de tomate pueden encontrarse en algunos platos sinoestadounidenses como la popular ternera con tomate.

## Variantes regionales en la cocina sinoestadounidenses

### San Francisco
Desde la década de 1990, muchos restaurantes sinoestadounidenses influenciados por la cocina californiana han abierto en San Francisco y el Área de la Bahía. Los platos típicos de la cocina sinoestadounidense permanecen en el menú, pero se hace más hincapié en las verduras frescas y la carta es apta para vegetarianos.
Esta nueva cocina tiene ingredientes exóticos como el mango y el champiñón común. El arroz integral se ofrece a menudo como alternativa al arroz blanco.
Algunos restaurantes sustituyen las tortillas de harina de trigo a la plancha por tortitas de arroz en los platos mu shu. Esto ocurre incluso en algunos restaurantes que de otro modo no serían identificados como chinos californianos, tanto los más americanizados como y los más auténticos.
Además, existen muchos restaurantes que sirven cocina china de estilo más auténtico, debido al elevado número y proporción de personas de origen chino en San Francisco y el Área de la Bahía. Restaurantes especializados en cocina cantonesa, de Sichuan, hunanesa, del norte de China, Shanghái, Taiwán y Hong Kong están ampliamente disponibles, al igual que restaurantes más especializados, como en mariscos, cocina de Hong Kong al estilo occidental (cha chaan teng, 茶餐廳), dim sum y hot pot. Muchos barrios chinos también cuentan con panaderías chinas, tiendas de té burbuja, siu mei, cocina budista china y reposterías especializadas. El chop suey no está muy extendido en San Francisco, y el chow mein de esta ciudad es diferente al de otras zonas.
Los restaurantes auténticos con menús en chino puede ofrecer 黃毛雞 (pinyin: huángmáo ji, literalmente ‘pollo con plumas amarillas’), esencialmente un pollo criado en libertad. El pollo amarillo es apreciado por su sabor, pero necesita ser cocinado adecuadamente para quedar tierno, debido a que su menor contenido en grasa y mayor en músculo. Este plato no suele aparecer en el menú en inglés.
El dau miu (en chino, 豆苗; pinyin, dòumiáo) es una hortaliza china que se ha hecho popular desde principios de los años 1990, y ahora no solo aparece en los menús en inglés, por lo general como «brotes de guisante», sino que se sirve a menudo en los restaurantes exclusivos no asiáticos. Originalmente solo estaba disponible durante algunos meses del año, pero ahora se cultiva en invernaderos y está disponible todo el año.

### Hawái
La comida sinohawaiana se desarrolló de forma algo diferente a la del continente estadounidense. Debido a la diversidad étnica en Hawái y a la historia de la influencia china en Hawái, la cocina china local supone un componente de la cocina hawaiana, que es una fusión de diferentes tradiciones culinarias. Algunos platos chinos se sirven típicamente como parte del pā mea ʻai hawaiano. Los nombres de los alimentos también son diferentes, como es el caso de manapua, del hawaiano que significa ‘cerdo masticado’, para el dim sum bao, aunque la carne no es necesariamente cerdo.